# Mistel

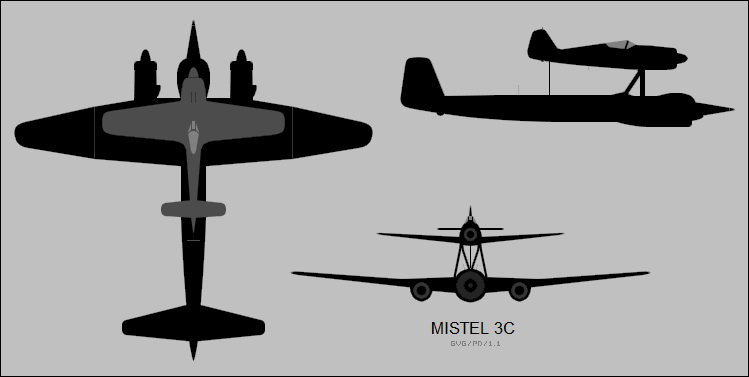
Combinação Mistel: Focke-Wulf Fw 190 e Junkers Ju 88.

Mistel - derivado do germânico misteltoe (visco - uma pequena planta parasita), é um termo usado para identificar uma arma aérea alemã empregada nas fases finais da Segunda Guerra Mundial. Esta arma foi testada em 1943 e usada pela primeira vez no verão de 1944. 
Era formada por um conjunto de dois aviões. Uma aeronave menor tripulada (a "nave-mãe") transportava consigo outra maior não tripulada. O aparelho não tripulado era carregado com explosivos, transformando-se então em uma "bomba voadora".	
As primeiras experiências foram realizadas com o avião Focke-Wulf Fw 56 levando o planador de transporte DFS 230.
O piloto conduzia esta bomba até próximo do alvo e então lançava-a.
O Mistel substituiu o programa Fieseler Fi 103R que seria a "bomba voadora kamikaze" alemã.

## Variantes
- Mistel Prototipo - Ju 88A-4 + Messerschmitt Bf 109F-4
- Mistel 1 - Ju 88A-4 + Bf 109F-4
- Mistel S1 -  versão de treinamento do Mistel 1
- Mistel 2 - Ju 88G-l + Focke-Wulf Fw 190A-8 ou F-8
- Mistel S2 - versão de treinamento do Mistel 2
- Mistel 3A - Ju 88A-4 + Fw 190A-8
- Mistel S3A -  versão de treinamento do Mistel 3A
- Mistel 3B - Ju 88H-4 + Fw 190A-8
- Mistel 3C - Ju 88G-10 + Fw 190F-8
- Mistel Führungsmaschine - Ju 88 A-4/H-4 + Fw 190 A-8
- Mistel 4 - Ju 287 + Me 262
- Mistel 5 - Arado E.377A + Heinkel He 162

## Combinações Mistel
250 foram construídos e diversas "combinações Mistel" foram tentadas pela Luftwaffe:  

### Projetados para uso
- Ju 88G- + Fw 190A-6
- Ju 88A-6 + Fw 190A-6
- Ju 88G-1 + Fw 190F-8
- Ju 88H-4 + Fw 190A-8
- Ju 88H-4 + Fw 190F-8

### Projetos não realizados
- Ju 88 G-7 + Focke-Wulf Ta 152 H
- Ta 154 + Fw 190
- Arado Ar 234 + bomba voadora V-1
- Dornier Do 217 K [4] + DFS 228 [5]
- Siebel Si 204 [6] + Lippisch DM-1 [7]
- Ju 186 + Me 162
- Junkers Ju 287 + Me 262
- Arado Ar E-377A [8] + Me 262 ou He 162

### Efetivamente utilizado
- Ju 88A-4 + Bf 109F-4

## O Mistel em ação

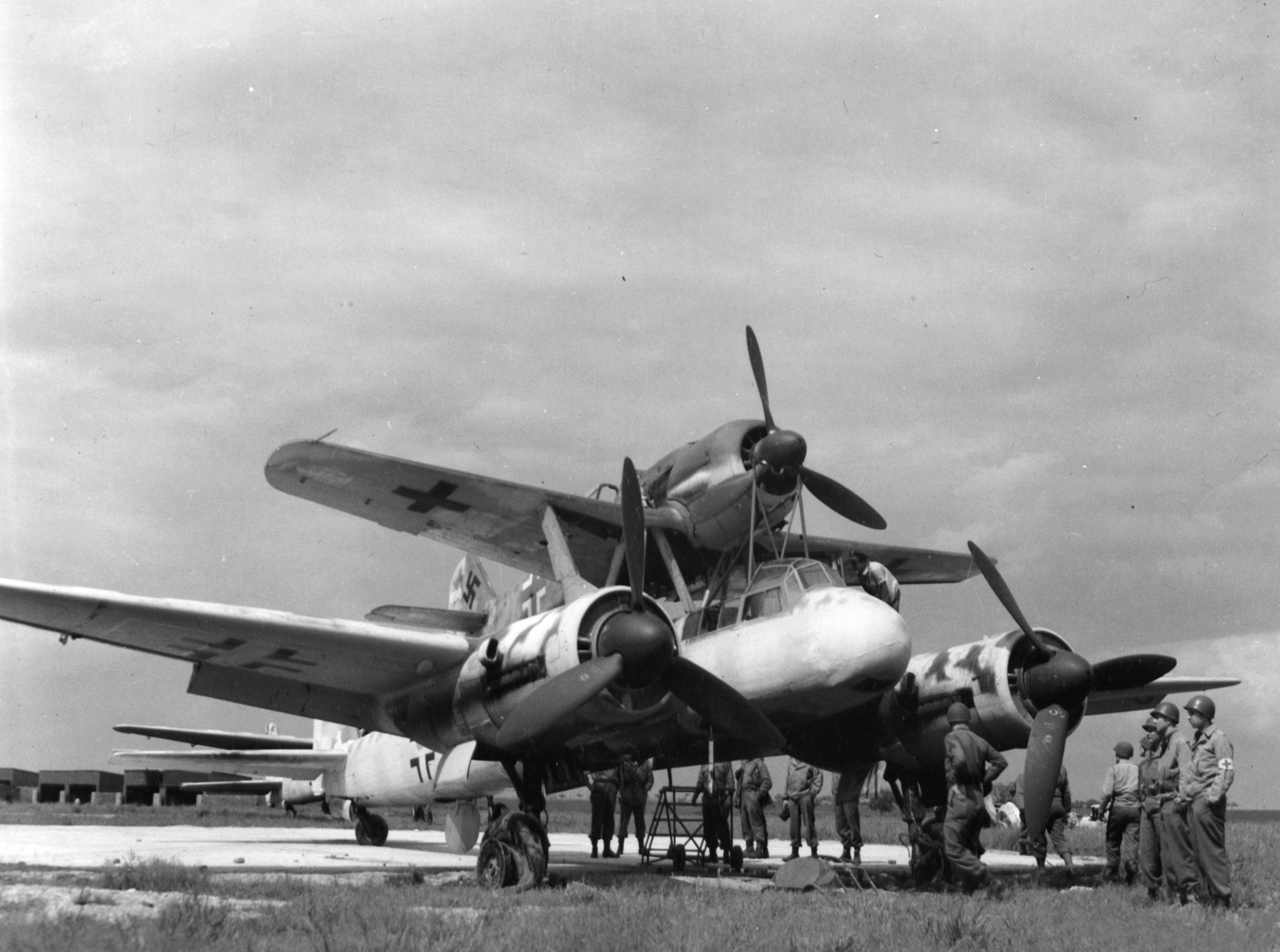
Mistel 3C capturado sendo inspecionado por militares estadounidenses (Abril-Maio de 1945).

Foi utilizado em combate pela primeira vez no verão de 1944, quando 4 navios aliados foram atacados em uma operação noturna. Nenhuma das embarcações afundou. Porém a Luftwaffe ficou satisfeita e levou o projeto adiante.
Duas grandes ações com o uso do Mistel foram planejadas: 
- Um ataque à base naval britânica de Scapa Flow [9] ( Escócia ) a ?/12/1944 usando 60 conjuntos de bombardeiros. A operação foi abortada devido ao mau tempo na Dinamarca de onde partiria o ataque.

- Um ataque usando 100 conjuntos de Mistel em Março de 1945. O alvo seriam fábricas de armas soviéticas. Este não aconteceu devido ao avanço das tropas soviéticas o que obrigou os pilotos a abandonarem seus postos.

## Conclusão
Uma vez que só foi efetivamente usado em pequenas ações isoladas, não afetou o resultado da guerra. A combinação de duas aeronaves voando em conjunto era problemática. Uma de suas deficiências era a baixa velocidade do conjunto que tornava-o vulnerável aos caças inimigos.  
O Mistel e outras "super armas" (Wunderwaffe) como as bombas voadoras, o avião-foguete Me 163 e o caça a jato Me 262  foram fruto do desespero da Alemanha Nazista frente a derrota diante das forças aliadas que parecia cada dia mais próxima.